# Prioneris thestylis

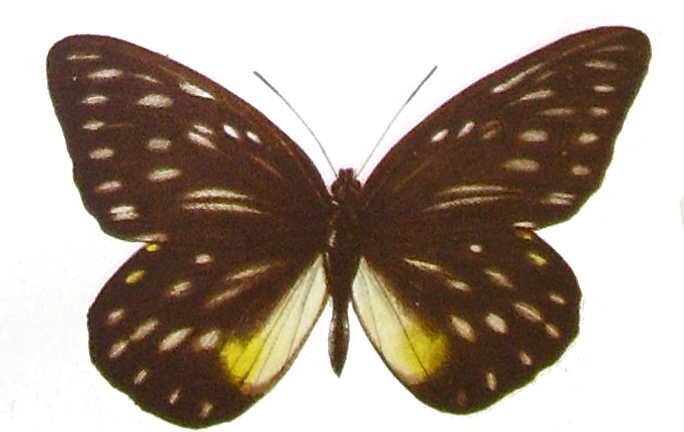
Prioneris thestylis female

 Spotted Sawtooth, Prioneris thestylis là một loài bướm thuộc họ Pieridae, có màu vàng và trắng, được tìm thấy ở India.

## Hình ảnh

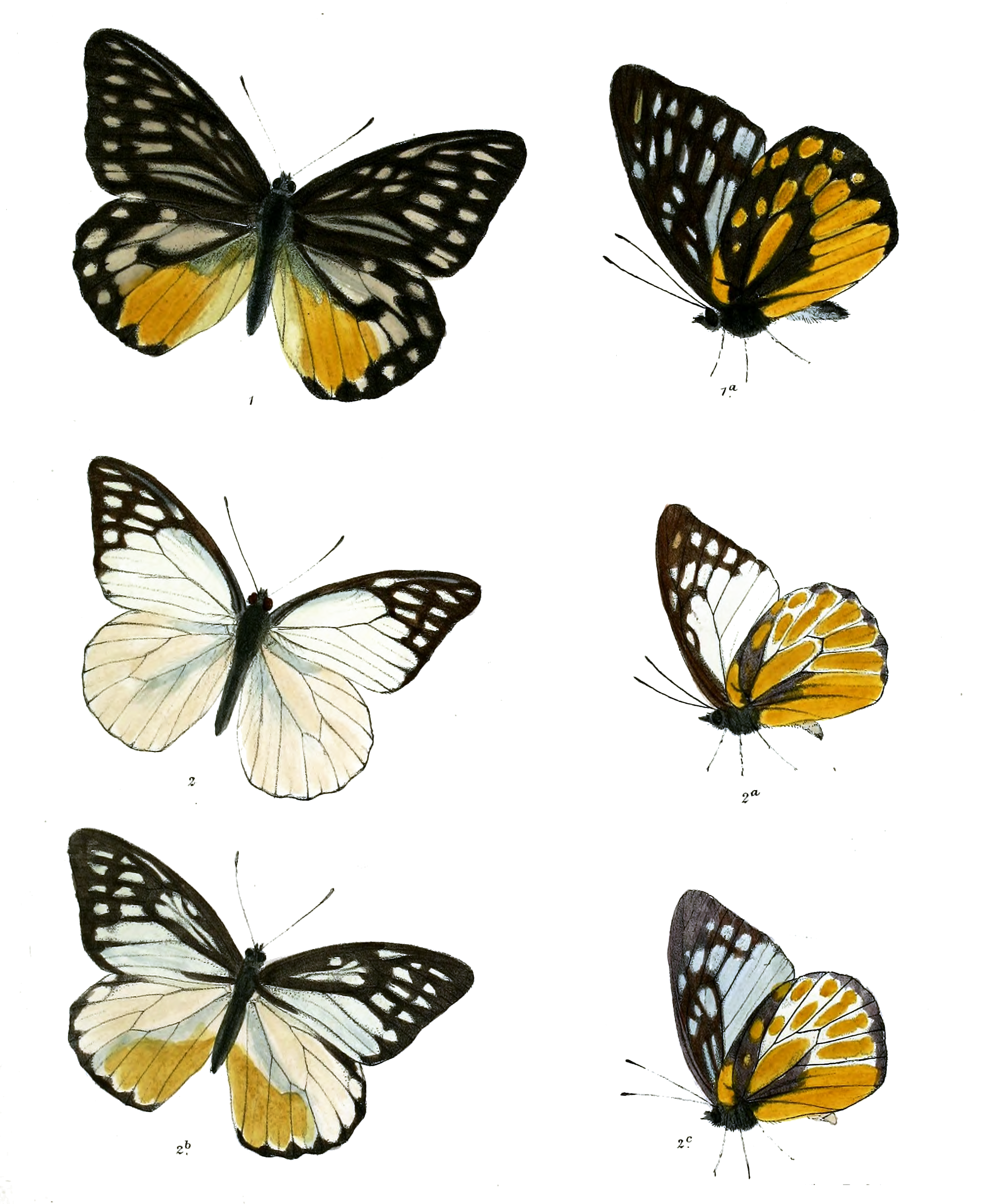
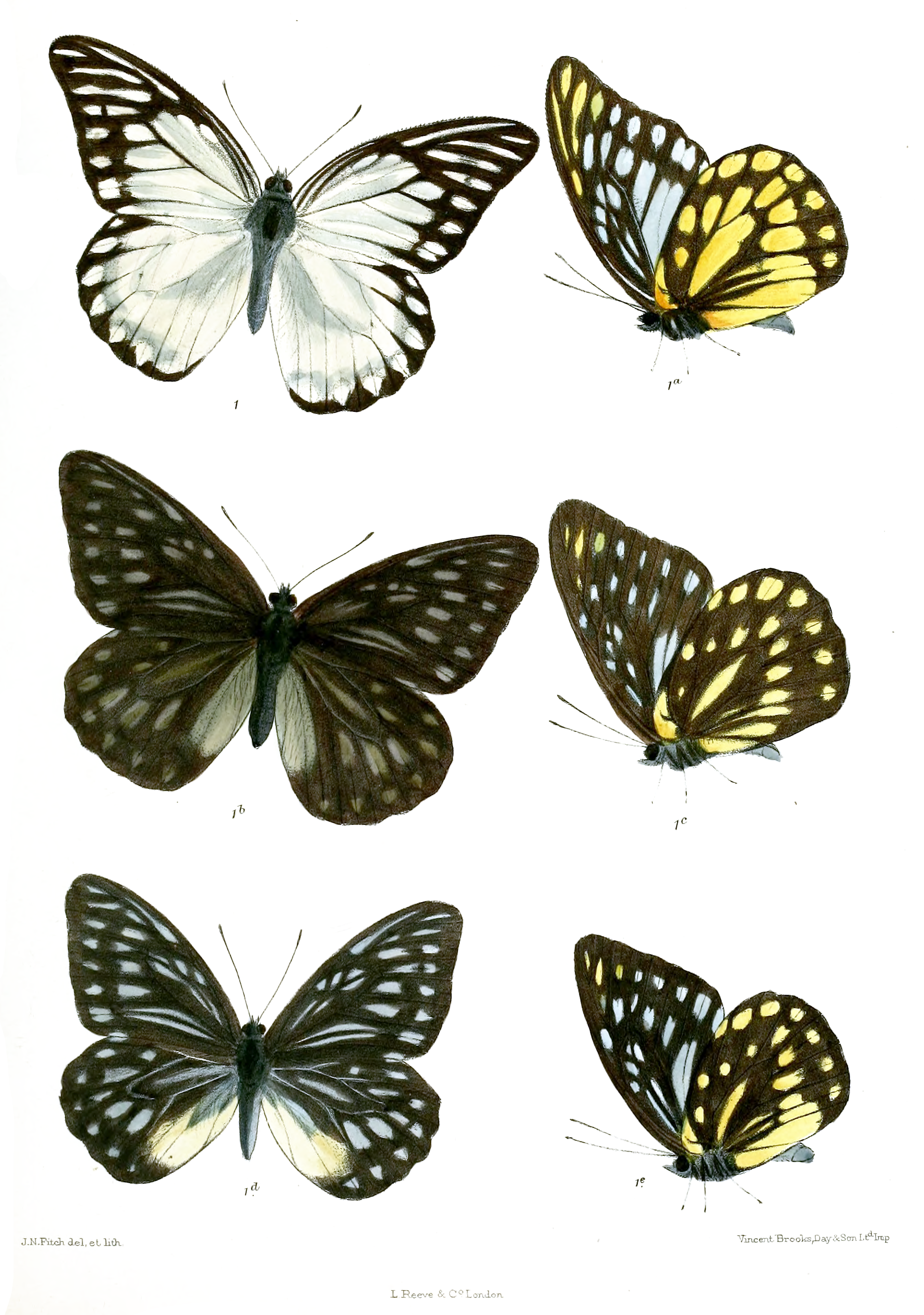
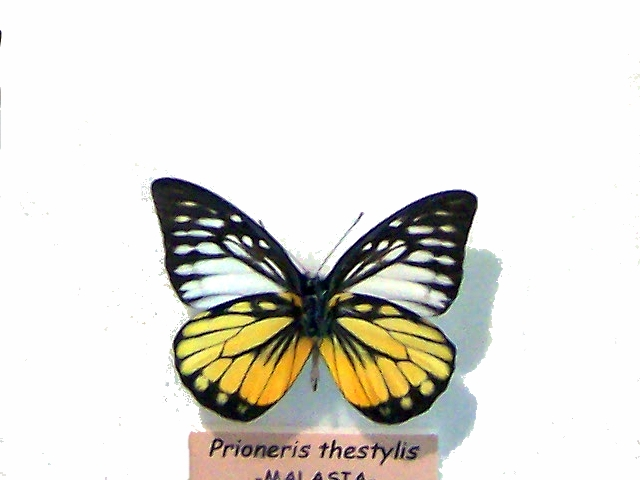